# تیبرنیکل، نیوجرسی
تیبرنیکل (به انگلیسی: Tabernacle Township) شهری در ایالت نیوجرسی کشور ایالات متحده آمریکا است که جمعیت آن در سرشماری سال ۲۰۱۰ میلادی، ۶٬۹۴۹ نفر بوده‌است.